# Герб Роменського району
Герб Ро́менського райо́ну — офіційний символ Роменського району Сумської області, затверджений 13 лютого 2004 року на п'ятнадцятій сесії Роменської районної ради двадцять четвертого скликання.

## Опис
Гербовий щит має форму прямокутника із загостренням в основі. На ньому розташовані елементи гербів історичних населених пунктів району, які колись були райцентрами: золоте серце зі схрещеними стрілами — елемент герба села Глинськ; золотий півмісяць, над яким розташований хрест у сяйві, — елемент герба села Сміле й адміністративного центру району міста Ромни — у центральній частині герба на зеленім полі трикутника золотий хрест на могилі.
Усі елементи герба символізують історичний шлях, пройдений роменськими землями, починаючи зі скіфських часів. Зелений трикутник слід розглядати як місцерозташування на правом берегу річки Сули численних скіфських курганів.
Перевага синьо-жовтих кольорів указує на те, що район є невід'ємною частиною Сумської області й України.